# Marko Pogačnik
Marko Pogačnik  (* 11. srpna 1944 Kranj) je slovinský spisovatel, sochař a akupunkturista.

## Život a studium

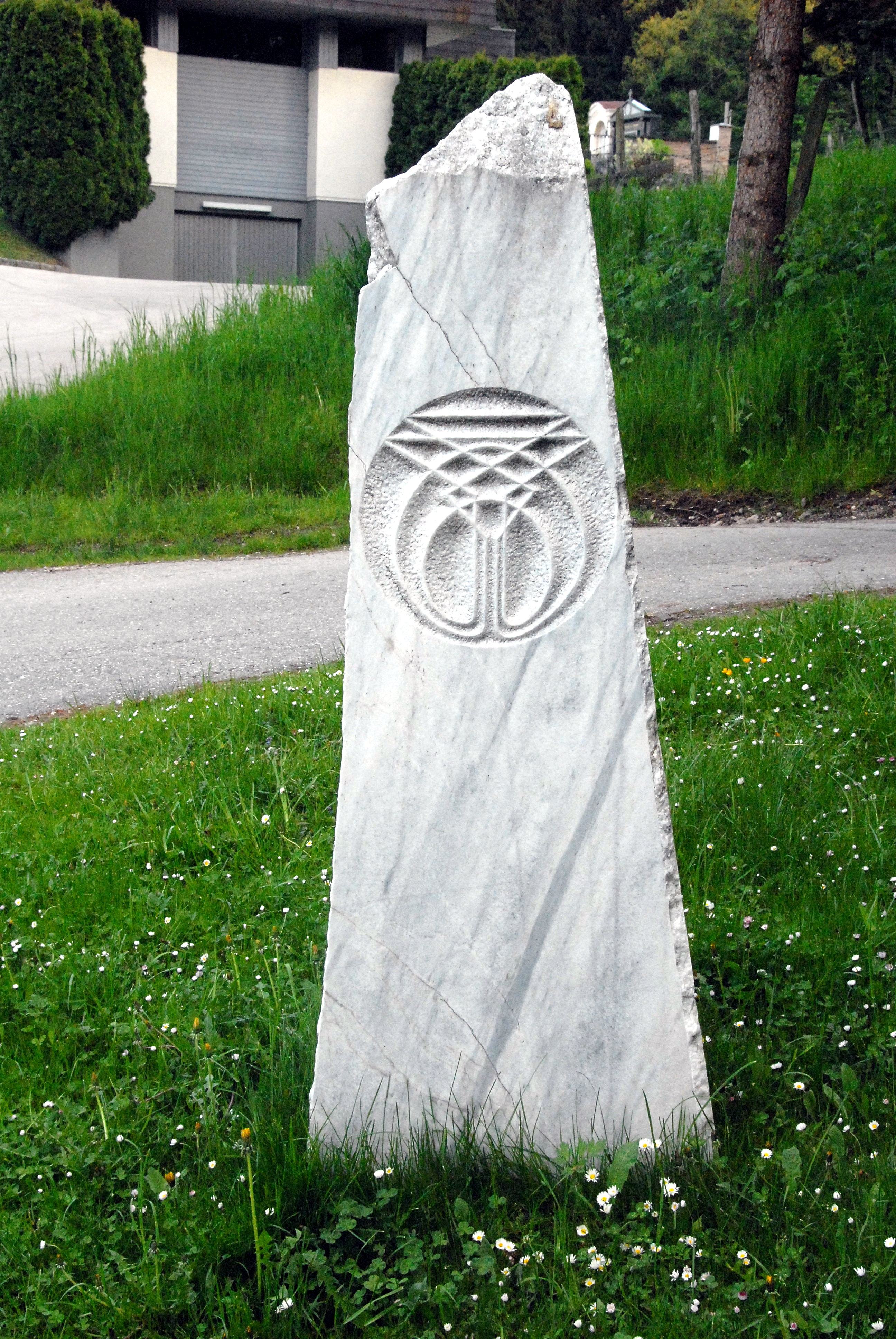
Reliéf od Pogačnika v Sankt Paul im Lavanttal

Studoval na Akademii umění v Lublani, kde promoval v roce 1967. Byl spoluzakladatelem neoavantgardního uměleckého hnutí OHO, jehož členy byli také Tomaž Šalamun a Slavoj Žižek. Od 80. let přijal celistvou vizi umění. Tvrdí, že vyvinul metodu zemského léčení podobnou akupunktuře pomocí sloupů a jejich umístění na takzvané „litopunkturní“ body krajiny.
V roce 1998 spolu s dcerou Anou založil hnutí Lifenet, které je vědci popisováno jako „typická skupina New Age “. V roce 1991 navrhl oficiální státní znak nově vzniklé Slovinské republiky. V roce 2006 vstoupil do politické strany Hnutí pro spravedlnost a rozvoj.
Roku 2023 vystoupil na konferenci v Praze, kde svou vizi přednesl: Dramatické klimatické události chápe jako příchod doby, kdy se dostávají na povrch procesy, které se odehrávají uvnitř Země.
Žije a tvoří v obci Šempas. Město Nova Gorica, na jehož území sídlí, nechalo v posledním desetiletí od Pogačnika postavit řadu veřejných památek, z nichž nejvýznamnější je památník 1000 let od první zmínky o Gorici.
Od roku 2008 stojí na křižovatce ulice Tivoli a Slovinské ulice v Lublani skupina jeho pomníků a bříz s názvem Hologram Evropy.

## Ocenění
V roce 1991 obdržel Marko Pogačnik za svou práci cenu Prešerenova fondu. V roce 2008 obdržel Jakopičovu cenu, hlavní slovinskou cenu za výtvarné umění. Byl dvakrát nominován na cenu Right Livelihood Award.

## Publikace
- Přírodní duchové a elementární bytosti - Práce s inteligencí v přírodě (Findhorn Press, Skotsko, 1996).